# متطلبات الحصول على تأشيرة لمواطني تيمور الشرقية

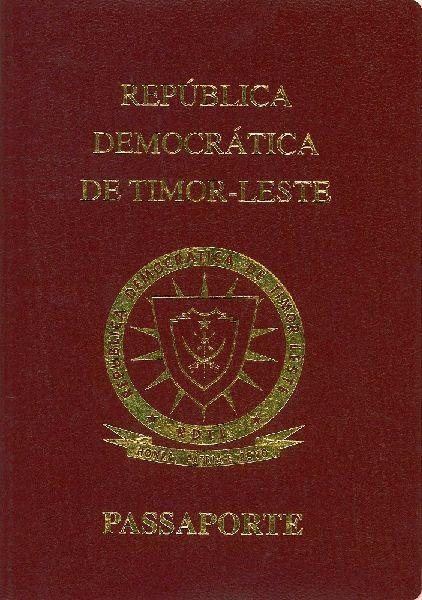
جواز سفر تيموري شرقي

متطلبات الحصول على تأشيرة لمواطني تيمور الشرقية، هي قيود دخول إدارية تفرضها سلطات الدول الأخرى على مواطني تيمور الشرقية. اعتباراً من 2 يوليو 2019 ، كان لدى مواطني تيمور الشرقية إمكانية الحصول على تأشيرة دخول أو دخول بدون تأشيرة أو تأشيرة عند الوصول لــ 94 دولة وإقليم، مما جعل جواز سفر تيمور الشرقية يحتل المرتبة 56 من حيث حرية السفر.
وقعت تيمور الشرقية اتفاقية متبادلة للإعفاء من التأشيرة مع الاتحاد الأوروبي في 26 مايو 2015.

## خريطة متطلبات التأشيرة

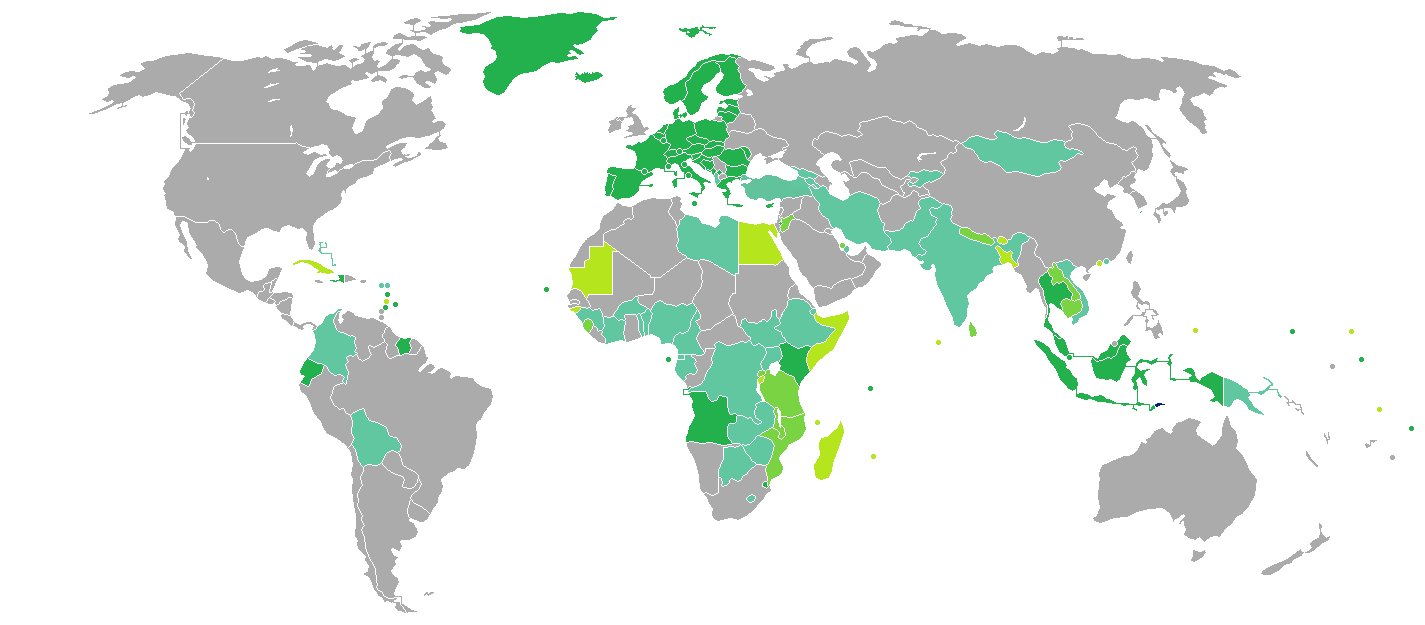
الدول والأقاليم التي تمنح تأشيرات لحاملي جواز سفر تيمور الشرقية:
تيمور الشرقية
بدون تأشيرة
تأشيرة عند الوصول
تأشيرة إلكترونية
تأشيرة عند الوصول أو عبر الإنترنت
تأشيرة مطلوبة قبل السفر

## متطلبات التأشيرة
| البلد                            | متطلبات التأشيرة                     | مدة الإقامة      | ملاحظات (باستثناء رسوم المغادرة) |
| -------------------------------- | ------------------------------------ | ---------------- | --- |
| أفغانستان                        | تأشيرة مطلوبة                        |                  | |
| ألبانيا                          | تأشيرة مطلوبة                        |                  | |
| الجزائر                          | التأشيرة مطلوبة                      |                  | |
| أندورا                           | التأشيرة غير مطلوبة                  | 3 شهور           | |
| أنغولا                           | تأشيرة إلكترونية                     | 30 يوماً          | قالب:Transcluded sections for the visa articles |
| أنتيغوا وباربودا                 | Electronic Entry Visa                |                  | |
| الأرجنتين                        | التأشيرة مطلوبة                      |                  | |
| أرمينيا                          | تأشيرة إلكترونية / تأشيرة عند الوصول | 120 يوماً         | |
| أستراليا and territories         | التأشيرة مطلوبة                      |                  | - May apply online (Online Visitor e600 visa). |
| النمسا                           | التأشيرة غير مطلوبة                  | 90 يوماً          | - 90 يوماً within any 180 day period in the منطقة شنغن |
| أذربيجان                         | التأشيرة مطلوبة                      |                  | |
| باهاماس                          | التأشيرة مطلوبة                      |                  | |
| البحرين                          | التأشيرة مطلوبة                      |                  | |
| بنغلاديش                         | التأشيرة مطلوبة                      |                  | |
| باربادوس                         | التأشيرة غير مطلوبة                  | 28 يوماً          | |
| بيلاروسيا                        | التأشيرة مطلوبة                      |                  | |
| بلجيكا                           | التأشيرة غير مطلوبة                  | 90 يوماً          | - 90 يوماً within any 180 day period in the منطقة شنغن |
| بليز                             | التأشيرة مطلوبة                      |                  | |
| بوتان                            | التأشيرة مطلوبة                      |                  | |
| بنين                             | تأشيرة إلكترونية / تأشيرة عند الوصول | 30 يوماً / 8 يوماً | - Must have an international vaccination certificate. |
| بوليفيا                          | التأشيرة مطلوبة                      |                  | |
| البوسنة والهرسك                  | التأشيرة غير مطلوبة                  | 90 يوماً          | |
| بوتسوانا                         | التأشيرة مطلوبة                      |                  | |
| البرازيل                         | التأشيرة مطلوبة                      |                  | |
| بروناي                           | التأشيرة مطلوبة                      |                  | |
| بلغاريا                          | التأشيرة غير مطلوبة                  | 90 يوماً          | - 90 يوماً within any 180 day period |
| بوركينا فاسو                     | التأشيرة مطلوبة                      |                  | |
| بوروندي                          | التأشيرة مطلوبة                      |                  | |
| كمبوديا                          | تأشيرة إلكترونية / تأشيرة عند الوصول |                  | |
| الكاميرون                        | التأشيرة مطلوبة                      |                  | |
| كندا                             | التأشيرة مطلوبة                      |                  | |
| الرأس الأخضر                     | التأشيرة غير مطلوبة                  | 30 يوماً          | |
| جمهورية إفريقيا الوسطى           | التأشيرة مطلوبة                      |                  | |
| تشاد                             | التأشيرة مطلوبة                      |                  | |
| تشيلي                            | التأشيرة مطلوبة                      |                  | |
| China                            | التأشيرة مطلوبة                      |                  | - Visa free for هونغ كونغ up to a week. - تأشيرة عند الوصول for ماكاو. |
| كولومبيا                         | التأشيرة مطلوبة                      |                  | |
| جزر القمر                        | تأشيرة عند الوصول                    | 45 يوماً          | |
| جمهورية الكونغو                  | التأشيرة مطلوبة                      |                  | |
| جمهورية الكونغو الديمقراطية      | التأشيرة مطلوبة                      |                  | |
| كوستاريكا                        | التأشيرة مطلوبة                      |                  | |
| ساحل العاج                       | تأشيرة إلكترونية                     | 3 شهور           | - تأشيرة إلكترونية holders must arrive via مطار أبيدجان الدولي. |
| كرواتيا                          | التأشيرة غير مطلوبة                  | 90 يوماً          | - 90 يوماً within any 180 day period in the منطقة شنغن |
| كوبا                             | البطاقة السياحية مطلوبة              |                  | |
| قبرص                             | التأشيرة غير مطلوبة                  | 90 يوماً          | - 90 يوماً within any 180 day period |
| التشيك                           | التأشيرة غير مطلوبة                  | 90 يوماً          | - 90 يوماً within any 180 day period in the منطقة شنغن |
| الدنمارك                         | التأشيرة غير مطلوبة                  | 90 يوماً          | - 90 يوماً within any 180 day period in the منطقة شنغن |
| جيبوتي                           | تأشيرة إلكترونية                     | 31 يوماً          | |
| دومينيكا                         | التأشيرة غير مطلوبة                  | 21 يوماً          | |
| جمهورية الدومينيكان              | التأشيرة مطلوبة                      |                  | |
| الإكوادور                        | التأشيرة غير مطلوبة                  | 90 يوماً          | |
| مصر                              | التأشيرة مطلوبة                      |                  | |
| السلفادور                        | التأشيرة مطلوبة                      |                  | |
| غينيا الاستوائية                 | التأشيرة مطلوبة                      |                  | |
| إريتريا                          | التأشيرة مطلوبة                      |                  | |
| إستونيا                          | التأشيرة غير مطلوبة                  | 90 يوماً          | - 90 يوماً within any 180 day period in the منطقة شنغن |
| إسواتيني                         | التأشيرة غير مطلوبة                  | 30 يوماً          | |
| إثيوبيا                          | تأشيرة إلكترونية                     | up to 90 يوماً    | - تأشيرة إلكترونية holders must arrive via مطار أديس أبابا بولي الدولي |
| فيجي                             | التأشيرة مطلوبة                      |                  | |
| فنلندا                           | التأشيرة غير مطلوبة                  | 90 يوماً          | - 90 يوماً within any 180 day period in the منطقة شنغن |
| فرنسا                            | التأشيرة غير مطلوبة                  | 90 يوماً          | - 90 يوماً within any 180 day period in the منطقة شنغن - Also visa-free access to غوادلوب، مارتينيك، غويانا الفرنسية، سان بيير وميكلون، لا ريونيون، مايوت and واليس وفوتونا. |
| الغابون                          | تأشيرة إلكترونية                     |                  | - تأشيرة إلكترونية holders must arrive via مطار ليون مبا الدولي. |
| غامبيا                           | التأشيرة غير مطلوبة                  | 90 يوماً          | - Must obtain an entry clearance from the Gambian Immigration prior to travel. |
| جورجيا                           | تأشيرة إلكترونية                     |                  | |
| ألمانيا                          | التأشيرة غير مطلوبة                  | 90 يوماً          | - 90 يوماً within any 180 day period in the منطقة شنغن |
| غانا                             | التأشيرة مطلوبة                      |                  | |
| اليونان                          | التأشيرة غير مطلوبة                  | 90 يوماً          | - 90 يوماً within any 180 day period in the منطقة شنغن |
| غرينادا                          | التأشيرة مطلوبة                      |                  | |
| غواتيمالا                        | التأشيرة مطلوبة                      |                  | |
| غينيا                            | تأشيرة إلكترونية                     |                  | |
| غينيا بيساو                      | تأشيرة إلكترونية / تأشيرة عند الوصول | 90 يوماً          | |
| غويانا                           | التأشيرة مطلوبة                      |                  | |
| هايتي                            | التأشيرة غير مطلوبة                  | 90 يوماً          | |
| هندوراس                          | التأشيرة مطلوبة                      |                  | |
| المجر                            | التأشيرة غير مطلوبة                  | 90 يوماً          | - 90 يوماً within any 180 day period in the منطقة شنغن |
| آيسلندا                          | التأشيرة غير مطلوبة                  | 90 يوماً          | - 90 يوماً within any 180 day period in the منطقة شنغن |
| الهند                            | e-Visa                               | 60 يوماً          | قالب:Transcluded sections for the visa articles |
| إندونيسيا                        | تأشيرة عند الوصول                    | 30 يوماً          | |
| إيران                            | تأشيرة عند الوصول                    | 15 يوماً          | |
| العراق                           | التأشيرة مطلوبة                      |                  | |
| جمهورية أيرلندا                  | التأشيرة مطلوبة                      |                  | |
| إسرائيل                          | التأشيرة مطلوبة                      |                  | |
| إيطاليا                          | التأشيرة غير مطلوبة                  | 90 يوماً          | - 90 يوماً within any 180 day period in the منطقة شنغن |
| جامايكا                          | التأشيرة مطلوبة                      |                  | |
| اليابان                          | التأشيرة مطلوبة                      |                  | |
| الأردن                           | تأشيرة عند الوصول                    | 3 شهور           | |
| كازاخستان                        | التأشيرة مطلوبة                      |                  | |
| كينيا                            | تأشيرة إلكترونية / تأشيرة عند الوصول | 3 شهور           | |
| كيريباتي                         | التأشيرة مطلوبة                      |                  | |
| كوريا الشمالية                   | التأشيرة مطلوبة                      |                  | |
| كوريا الجنوبية                   | التأشيرة مطلوبة                      |                  | |
| الكويت                           | التأشيرة مطلوبة                      |                  | |
| قرغيزستان                        | تأشيرة إلكترونية                     |                  | |
| لاوس                             | تأشيرة إلكترونية / تأشيرة عند الوصول | 30 يوماً          | قالب:Transcluded sections for the visa articles |
| لاتفيا                           | التأشيرة غير مطلوبة                  | 90 يوماً          | - 90 يوماً within any 180 day period in the منطقة شنغن |
| لبنان                            | التأشيرة مطلوبة                      |                  | |
| ليسوتو                           | تأشيرة إلكترونية                     |                  | |
| ليبيريا                          | التأشيرة مطلوبة                      |                  | |
| ليبيا                            | التأشيرة مطلوبة                      |                  | |
| ليختنشتاين                       | التأشيرة غير مطلوبة                  | 90 يوماً          | - 90 يوماً within any 180 day period in the منطقة شنغن |
| ليتوانيا                         | التأشيرة غير مطلوبة                  | 90 يوماً          | - 90 يوماً within any 180 day period in the منطقة شنغن |
| لوكسمبورغ                        | التأشيرة غير مطلوبة                  | 90 يوماً          | - 90 يوماً within any 180 day period in the منطقة شنغن |
| مدغشقر                           | تأشيرة إلكترونية / تأشيرة عند الوصول | 90 يوماً          | |
| مالاوي                           | تأشيرة إلكترونية                     |                  | |
| ماليزيا                          | التأشيرة غير مطلوبة                  | 90 يوماً          | |
| جزر المالديف                     | Free تأشيرة عند الوصول               | 30 يوماً          | |
| مالي                             | التأشيرة مطلوبة                      |                  | |
| مالطا                            | التأشيرة غير مطلوبة                  | 90 يوماً          | - 90 يوماً within any 180 day period in the منطقة شنغن |
| جزر مارشال                       | التأشيرة مطلوبة                      |                  | |
| موريتانيا                        | تأشيرة عند الوصول                    |                  | - Available at مطار نواكشوط الدولي. |
| موريشيوس                         | التأشيرة مطلوبة                      |                  | |
| المكسيك                          | التأشيرة مطلوبة                      |                  | |
| Micronesia                       | التأشيرة غير مطلوبة                  | 30 يوماً          | |
| مولدوفا                          | التأشيرة غير مطلوبة                  | 90 يوماً          | - 90 يوماً within any 180 day period |
| موناكو                           | التأشيرة غير مطلوبة                  |                  | |
| منغوليا                          | التأشيرة مطلوبة                      |                  | |
| الجبل الأسود                     | التأشيرة غير مطلوبة                  | 90 يوماً          | |
| المغرب                           | التأشيرة مطلوبة                      |                  | |
| موزمبيق                          | تأشيرة عند الوصول                    | 30 يوماً          | |
| ميانمار                          | التأشيرة مطلوبة                      |                  | |
| ناميبيا                          | التأشيرة مطلوبة                      |                  | |
| ناورو                            | التأشيرة مطلوبة                      |                  | |
| نيبال                            | تأشيرة عند الوصول                    | 90 يوماً          | |
| هولندا                           | التأشيرة غير مطلوبة                  | 90 يوماً          | - 90 يوماً within any 180 day period in the منطقة شنغن |
| نيوزيلندا and territories        | التأشيرة مطلوبة                      |                  | - إدارة الأمم المتحدة الانتقالية في تيمور الشرقية travel documents are unacceptable, and visas will not be endorsed in them. - Holders of an Australian Permanent Resident Visa or Resident Return Visa may be granted a New Zealand Resident تأشيرة عند الوصول permitting indefinite stay (pursuant to the Trans-Tasman Travel Arrangement), subject to meeting character requirements and obtaining an Electronic Travel Authority prior to departure. |
| نيكاراجوا                        | التأشيرة مطلوبة                      |                  | - تأشيرة عند الوصول if holding valid visa issued by United States, Canada, or Schengen Member State |
| النيجر                           | التأشيرة مطلوبة                      |                  | |
| نيجيريا                          | التأشيرة مطلوبة                      |                  | |
| مقدونيا الشمالية                 | التأشيرة مطلوبة                      |                  | |
| النرويج                          | التأشيرة غير مطلوبة                  | 90 يوماً          | - 90 يوماً within any 180 day period in the منطقة شنغن |
| سلطنة عمان                       | التأشيرة مطلوبة                      |                  | |
| باكستان                          | تأشيرة على الإنترنت                  |                  | - تأشيرة على الإنترنت eligible. |
| بالاو                            | Free تأشيرة عند الوصول               | 30 يوماً          | |
| بنما                             | التأشيرة مطلوبة                      |                  | |
| بابوا غينيا الجديدة              | التأشيرة مطلوبة                      |                  | |
| باراغواي                         | التأشيرة مطلوبة                      |                  | |
| بيرو                             | التأشيرة مطلوبة                      |                  | |
| الفلبين                          | التأشيرة مطلوبة                      |                  | |
| بولندا                           | التأشيرة غير مطلوبة                  | 90 يوماً          | - 90 يوماً within any 180 day period in the منطقة شنغن |
| البرتغال                         | التأشيرة غير مطلوبة                  | 90 يوماً          | - 90 يوماً within any 180 day period in the منطقة شنغن |
| قطر                              | تأشيرة إلكترونية                     |                  | |
| رومانيا                          | التأشيرة غير مطلوبة                  | 90 يوماً          | - 90 يوماً within any 180 day period |
| روسيا                            | التأشيرة مطلوبة                      |                  | |
| رواندا                           | تأشيرة إلكترونية / تأشيرة عند الوصول | 30 يوماً          | |
| سانت كيتس ونيفيس                 | التأشيرة مطلوبة                      |                  | |
| سانت لوسيا                       | تأشيرة عند الوصول                    | 6 weeks          | |
| سانت فينسنت والغرينادين          | التأشيرة غير مطلوبة                  | شهر واحد         | |
| ساموا                            | Free تصريح الدخول عند الوصول         | 60 يوماً          | |
| سان مارينو                       | التأشيرة غير مطلوبة                  |                  | |
| ساو تومي وبرينسيب                | التأشيرة غير مطلوبة                  | 15 يوماً          | |
| السعودية                         | التأشيرة مطلوبة                      |                  | |
| السنغال                          | تأشيرة عند الوصول                    |                  | |
| صربيا                            | التأشيرة مطلوبة                      |                  | |
| سيشل                             | Free تصريح زائر عند الوصول           | 3 شهور           | |
| سيراليون                         | تأشيرة عند الوصول                    |                  | |
| سنغافورة                         | التأشيرة غير مطلوبة                  | 30 يوماً          | |
| سلوفاكيا                         | التأشيرة غير مطلوبة                  | 90 يوماً          | - 90 يوماً within any 180 day period in the منطقة شنغن |
| سلوفينيا                         | التأشيرة غير مطلوبة                  | 90 يوماً          | - 90 يوماً within any 180 day period in the منطقة شنغن |
| جزر سليمان                       | التأشيرة مطلوبة                      |                  | |
| الصومال                          | تأشيرة عند الوصول                    | 30 يوماً          | قالب:Transcluded sections for the visa articles |
| جنوب إفريقيا                     | التأشيرة مطلوبة                      |                  | |
| جنوب السودان                     | تأشيرة إلكترونية                     |                  | - Obtainable online - Printed visa authorization must be presented at the time of travel |
| إسبانيا                          | التأشيرة غير مطلوبة                  | 90 يوماً          | - 90 يوماً within any 180 day period in the منطقة شنغن |
| سريلانكا                         | تأشيرة إلكترونية / تأشيرة عند الوصول |                  | |
| السودان                          | التأشيرة مطلوبة                      |                  | |
| سورينام                          | تأشيرة إلكترونية                     |                  | |
| السويد                           | التأشيرة غير مطلوبة                  | 90 يوماً          | - 90 يوماً within any 180 day period in the منطقة شنغن |
| سويسرا                           | التأشيرة غير مطلوبة                  | 90 يوماً          | - 90 يوماً within any 180 day period in the منطقة شنغن |
| سوريا                            | التأشيرة مطلوبة                      |                  | |
| طاجيكستان                        | التأشيرة مطلوبة                      |                  | |
| تنزانيا                          | تأشيرة إلكترونية / تأشيرة عند الوصول | 3 شهور           | |
| تايلاند                          | التأشيرة مطلوبة                      |                  | |
| توغو                             | تأشيرة عند الوصول                    | 7 يوماً           | |
| تونغا                            | التأشيرة مطلوبة                      |                  | |
| ترينيداد وتوباغو                 | التأشيرة مطلوبة                      |                  | |
| تونس                             | التأشيرة مطلوبة                      |                  | |
| تركيا                            | تأشيرة إلكترونية                     | 30 يوماً          | |
| تركمانستان                       | التأشيرة مطلوبة                      |                  | |
| توفالو                           | تأشيرة عند الوصول                    | شهر واحد         | |
| أوغندا                           | تأشيرة إلكترونية / تأشيرة عند الوصول | 3 شهور           | - May apply online. |
| أوكرانيا                         | تأشيرة إلكترونية                     | 30 يوماً          | |
| الإمارات العربية المتحدة         | التأشيرة مطلوبة                      |                  | |
| المملكة المتحدة                  | التأشيرة غير مطلوبة                  | 6 شهور           | |
| الولايات المتحدة and territories | التأشيرة مطلوبة                      |                  | |
| أوروغواي                         | التأشيرة مطلوبة                      |                  | |
| أوزبكستان                        | التأشيرة مطلوبة                      |                  | |
| فانواتو                          | التأشيرة مطلوبة                      |                  | |
| الفاتيكان                        | التأشيرة غير مطلوبة                  |                  | |
| فنزويلا                          | التأشيرة مطلوبة                      |                  | |
| فيتنام                           | تأشيرة إلكترونية                     | 30 يوماً          | |
| اليمن                            | التأشيرة مطلوبة                      |                  | |
| زامبيا                           | تأشيرة إلكترونية                     |                  | |
| زيمبابوي                         | تأشيرة إلكترونية                     |                  | |

## أنظر أيضاً
- سياسة التأشيرات في تيمور الشرقية
- جواز سفر تيمور الشرقية
- العلاقات الخارجية لتيمور الشرقية